# 森山諭
森山 諭（もりやま さとし、1908年2月14日 - 1996年7月22日）は、日本の牧師、伝道者、日本イエス・キリスト教団顧問。中田羽後と共に荻窪栄光教会を創設した。
再臨待望同志会東京大会実行委員長、日本ケズィック・コンベンション財務委員、日韓親善宣教協力会会長、ビリー・グラハム国際大会財務委員長などを歴任した。

## 生涯

### 福島時代
1908年（明治41年）2月14日 福島県耶麻郡塩川町下遠田（現、喜多方市塩川町遠田）において父幸七、母イチの長男として生まれる。幼い時より「生とは何か、死とは何か」「なぜ男と女とがあるのか」を問う少年だったという。
1926年（大正15年） 福島県立会津農林学校（現、福島県立会津農林高等学校）に入学後、極度のノイローゼにとりつかれ、線路に飛び込みする寸前に、劇的な回心を経験する。突然「己を捨て、己が十字架を負いて我に従え」という、聖書の言葉を思い出したという。1928年（昭和3年） サチ夫人と結婚（2男5女をもうける）しかし、長女と次男は幼少時に死亡
1937年（昭和12年）7月 月刊誌『待望』を発刊。1937年8月 奥磐梯の桧原湖で御牧碩太郎牧師より洗礼を受ける。

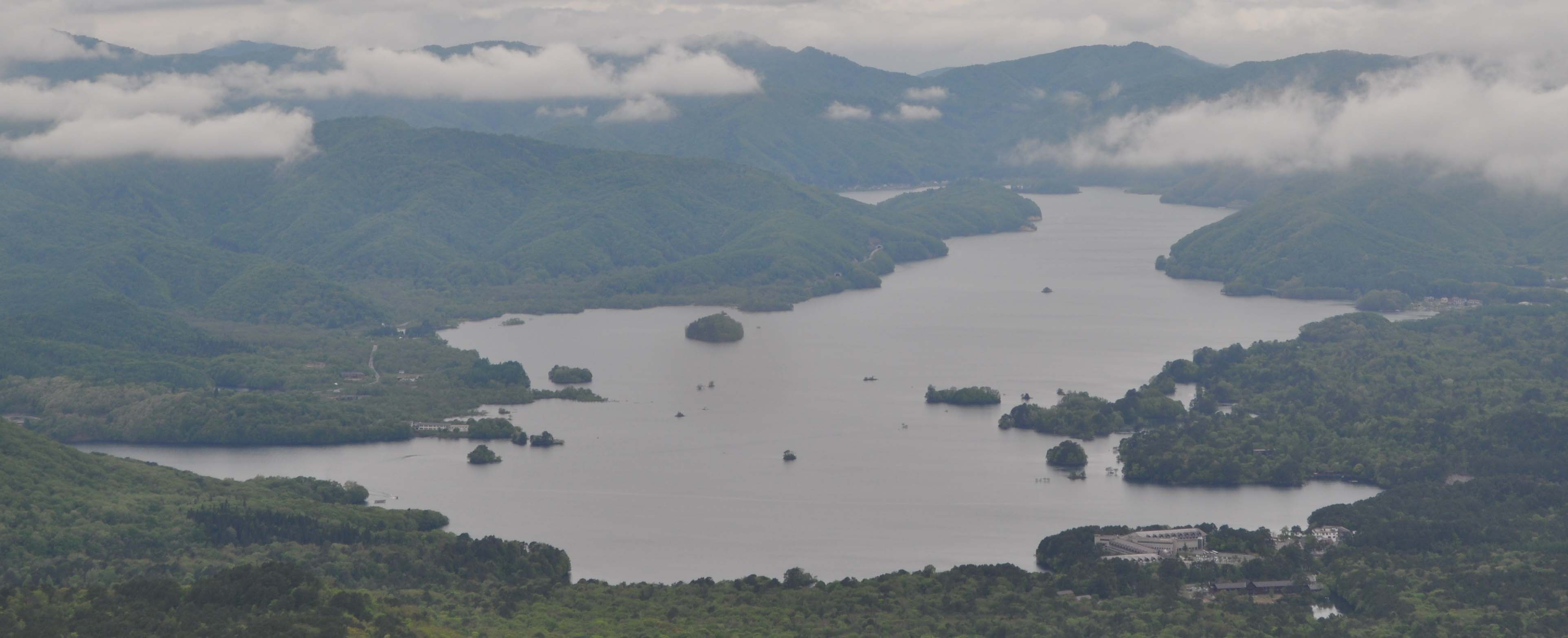
桧原湖

1941年（昭和16年）12月 月刊誌『待望』に非戦論を掲載したため『待望』は発禁処分。戦中戦後通して日本全国で精力的な巡回伝道活動を行う。

### 日本イエス・キリスト教団
1951年（昭和36年）7月 日本イエス・キリスト教団創立に参加、同時に按手礼を受け待望教会の牧師となる。1958年（昭和33年）4月 駒込に日本イエス・キリスト教団東京教会を設立。 

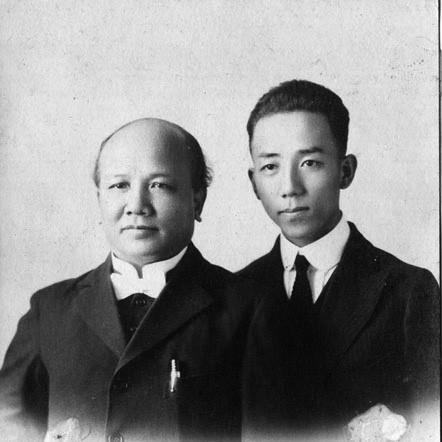
中田重治・羽後親子

1960年（昭和35年）中田羽後と出会い、荻窪栄光教会設立。1966年（昭和41年）より異教問題に取り組む（特に統一協会の問題に真剣に取り組む）。
1979年（昭和54年）森川の教会にて、脱会説得をしていた統一教会信者を、東京都東久留米市の久留米ヶ丘病院に移送し医療保護入院させた（久留米ヶ丘病院事件）。
1980年（昭和55年） 東京高等裁判所、久留米ヶ丘病院に医療保護入院させられていた統一教会信者に対し、統一教会側から不当な人身拘束であるとして釈放するよう異議申し立てがなされた（昭和55年（人ナ）第1号）。
1991年（平成3年）日本福音振興会より、福音宣教への功績が認められ、第1回日本福音功労賞の表彰を受けた。小島伊助、鈴木留蔵らも同時に表彰を受けた。
1996年（平成8年）7月22日 沈下性肺炎で死去。88歳と5ヶ月だった。

## 人物像
- 信仰の真実の追究に熱心であり、異教（創価学会など）、異端（統一協会、エホバの証人、モルモン教など）に対する論駁書を多く著した。

## 著書
- 『創価学会のまちがいをただす』東京イエスキリスト教団東京教会出版部 1963年
- 『戦うコタンの勇者』日本イエス・キリスト教団東京教会出版部 1964年
- 『原始福音ー神の幕屋とはー』ニューライフ出版社1965年
- 『キリスト教の異端』ニューライフ出版社1976年
- 『神道と仏教をただす』（上・下）荻窪栄光教会1981年
- 『日本の新興宗教と民族宗教』ニューライフ出版社 1985年
- 『統一教会からまことのメシヤへ原理講論のまちがいをただす』ニューライフ出版社 1987年
- 『モルモン教のまちがい』ニューライフ出版社1987年
- 『エホバの証人のまちがい』ニューライフ出版社1987年
- 『エホバの証人はキリスト教ではない』ニューライフ出版社 1988年
- 『現代異端シリーズ１　モルモン教のまちがい　』ニューライフ出版社
- 『現代異端シリーズ２　エホバの証人のまちがい　』ニューライフ出版社
- 『現代異端シリーズ３　原理福音・統一教会のまちがい』ニューライフ出版社 1966年初版　86年改訂版
- 『現代異端シリーズ４　原始福音』ニューライフ出版社